# Weberbauerocereus weberbaueri
Weberbauerocereus weberbaueri är en kaktusväxtart som först beskrevs av Karl Moritz Schumann, och fick sitt nu gällande namn av Curt Backeberg. Weberbauerocereus weberbaueri ingår i släktet Weberbauerocereus och familjen kaktusväxter. Inga underarter finns listade i Catalogue of Life.

## Bildgalleri

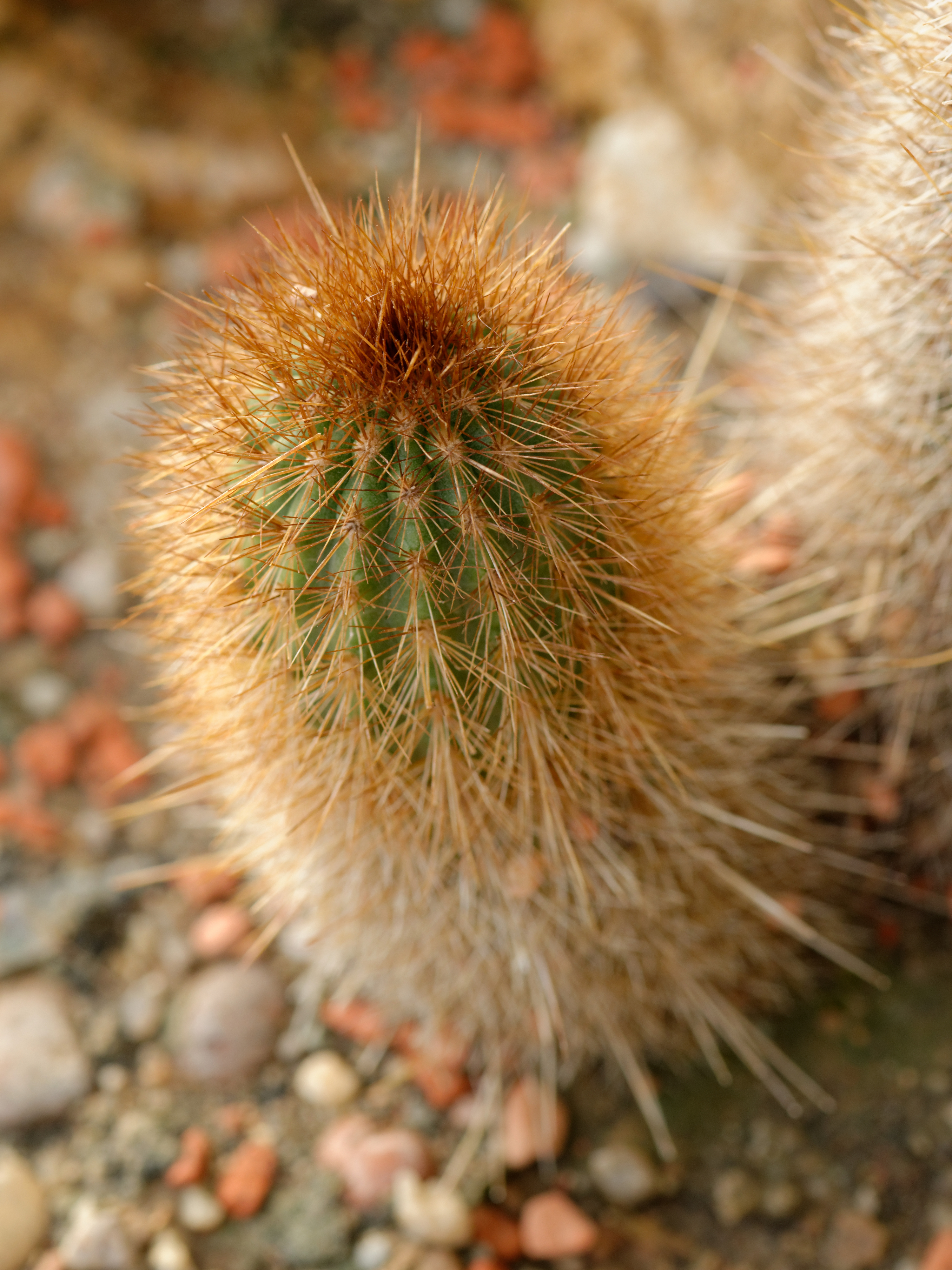